# Sérgio Valle Duarte
Sergio Valle Duarte (São Paulo,  26 de septiembre de 1954) es un artista multimedia y Fotografía de Bellas Artes.

## Biografía
Autodidacta, vive y trabaja en Sao Paulo. Entre 1972 y 1974, trabajó como actor en anuncios de televisión para Campari y Nestlé.
A causa de la dictadura brasileña, en 1976 se trasladó a Londres donde trabajó como asistente de Rex Features Agencia Internacional de la Prensa fotográfico.
Desde 1977, como fotógrafo freelance, sigue a los grupos de música pop The Who, Tangerine Dream, Genesis, Deep Purple, ZZ Top. Ese mismo año la revista Geração Pop de la Editora Abril publica un ensayo fotográfico exclusivo sobre The Rolling Stones que Duarte realiza en Londres. Pasa a trabajar en Europa y América del Sur con las revistas Claudia, Playboy, Vogue, Sony Style (1978-1990). Al mismo tiempo, colabora con el banco de imágenes The Image Bank - Getty Images (1980 - 2005) y con las revistas de arte fotográfico Collector's Photography U.S.A. junho agosto 1987 - Zoom França Special Brasil 2, edição 121  abril 1984 - Zoom Italia, Edição 61, junho 1986 e edição 139, noviembre diciembre 1995 - Newlook França, edição 26 outubro 1985 - Newlook U.S.A. edição de aniversário maio 1986 - Playboy Brasil edição 124, noviembre 1985.
Como artista multimedia, desde 1970, participó en la primera visionaria exposición multimedia de la Fundación Armando Alvares Penteado, curadoria Deysi Piccinini "New Media Art Multimedia 70/80" con el tríptico Video Oil y la exposición La trama de sabor otra mirada en el diario, en la instalación de  Julio Plaza "recreativos electrónicos" con el proyecto Video hipnosis en la Fundación Bienal, Sao Paulo, 1985 y la Primera Foto Cuadrienal curada por Paulo Klein en el Museo de Arte Moderno de San Pablo, 1985. Duarte experimenta e incluye en su obra nuevas tecnologías y técnicas con imágenes digitales y electrofotográficas, conceptualizando artísticamente la lectura del ADN e la escrita do mismo nel futuro. Sobre sus retratos cose filamentos de cabello de los modelos para permitirles una posible futura clonación. El supermodelo Gianne Albertoni forma parte de esta serie que está en colecciones de museos en Europa y América del Sur. Duarte llama a esta serie "Eletrografias e Fotografías com Fios de Cabelo para Futura Clonagem" (Electrofotografías y Fotografías con Filamentos de Cabellos Humanos para Futura Clonación), Bioarte.
En los años 1980 en París traba amistad con el artista Joseph Pace, fundador del movimiento artístico y filosófico neoexistencialista del “filtranisme”. En 1990 adhiere al grupo ampliado de los "filtranistas".
Duarte se inspira en la tradición surrealista y la originalidad de su obra reside en los colores fantásticos y en la riqueza de los detalles que él usa.
Debido a una fuga en el techo de su estudio del artista en la calle Primavera, durante una tormenta de verano a finales de los años noventa, gran parte de su obra fue destruida, es raro encontrar obras analógicas antes de este periodo.
Desde 1970 dedica su trabajo de investigación y de expresión personal interpretando libremente temas sagrados y profanos. Auténtica  sus obras con una huella digital.

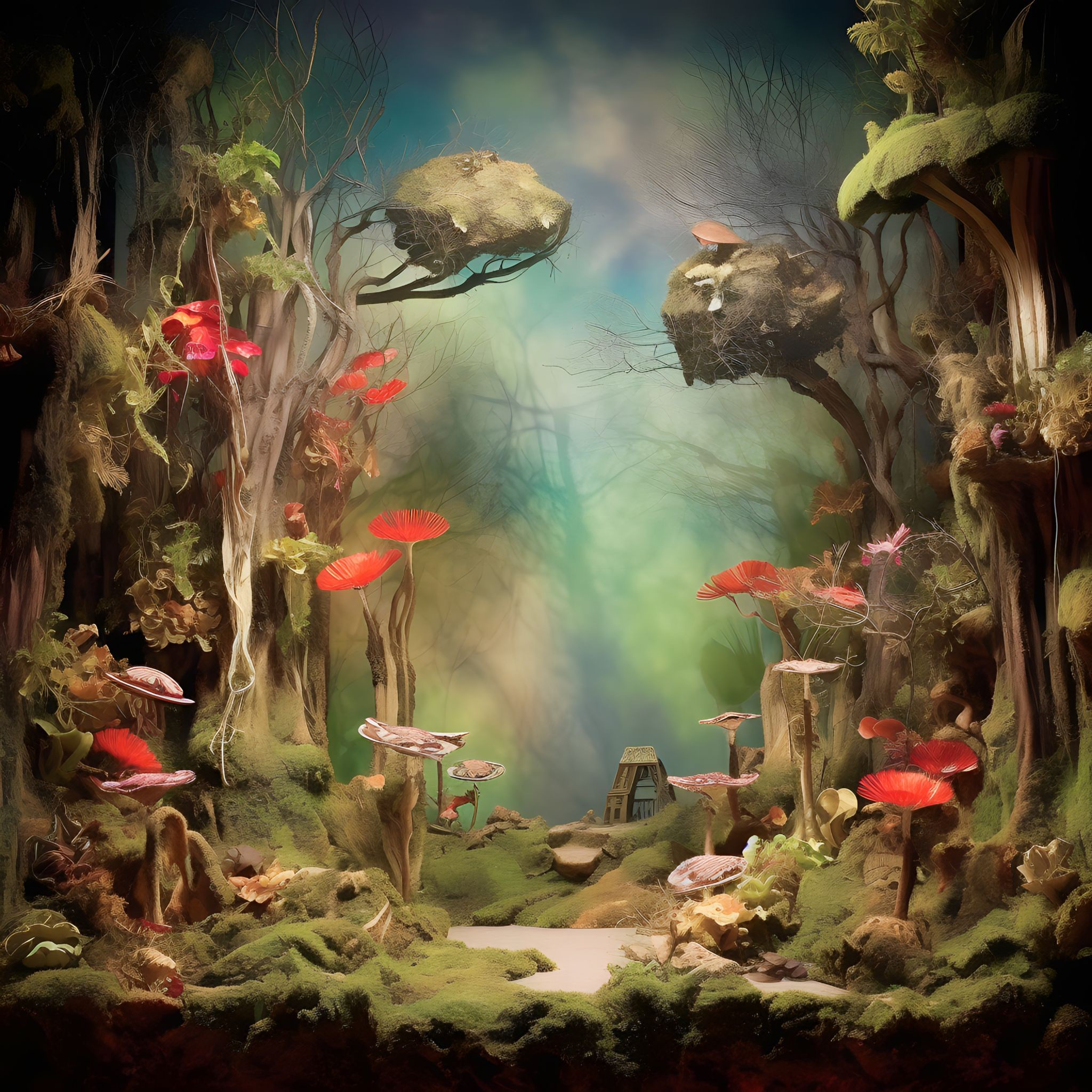
Locación ficticia, prompt de Sergio Valle Duarte

## Colecciones públicas
- Museo de Arte Moderno de São Paulo,[9][6] Brasil.
- Itaú Cultural,[6] São Paulo, Brasil.
- Museo de Arte Moderno de Río de Janeiro,[10] Brasil.
- Museo de Arte Brasileira da Fundación Armando Alvares Penteado, São Paulo, Brasil.
- Museo Afro Brasil, São Paulo, Brasil.
- Yokohama Museum of Art[11] Yokohama, Japón.
- Museo francés de la Fotografía, Biévre, Francia.
- Photo Elysée,[11] Lausana, Suiza.
- Museum für Fotokopie, Mülheim del Ruhr, Alemania.
- Auer Photo Foundation,[12] Ginebra, Suiza.
- Colección Gilberto Chateaubriand, Museo de Arte Moderno de Río de Janeiro, Brasil.
- Colección Bert Hartkamp, Ámsterdam, Países Bajos.
- Colección Joaquim Paiva, Museo de Arte Moderno de Río de Janeiro, Brasil.
- Museo de la Solidaridad Salvador Allende Santiago, Chile.
- Museo Internacional de Electrografía, MIDE, Cuenca, España.
- Centro Nacional de Investigación, Documentación e Información de Artes Plásticas Cidade do México, México.

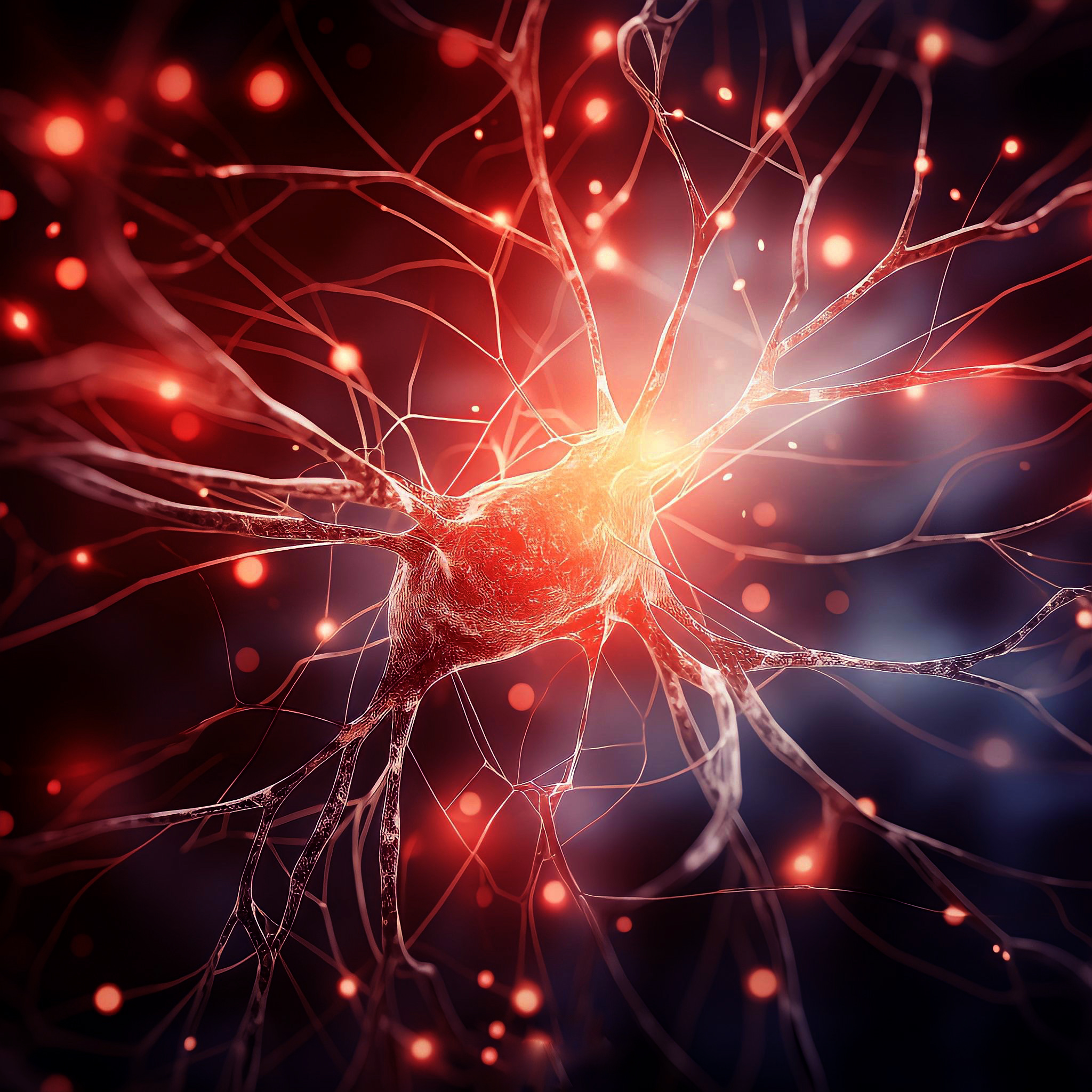
A.I. sinapse orgasmo